# Emmy Göring
Emmy Göring, z domu Sonnemann (ur. 24 marca 1893 w Hamburgu, zm. 8 czerwca 1973 w Monachium) – niemiecka aktorka, druga żona Hermanna Göringa.

## Rodzina
Jej ojciec był zamożnym właścicielem wytwórni czekolady. Była najmłodszą z pięciorga rodzeństwa.

## Kariera aktorska

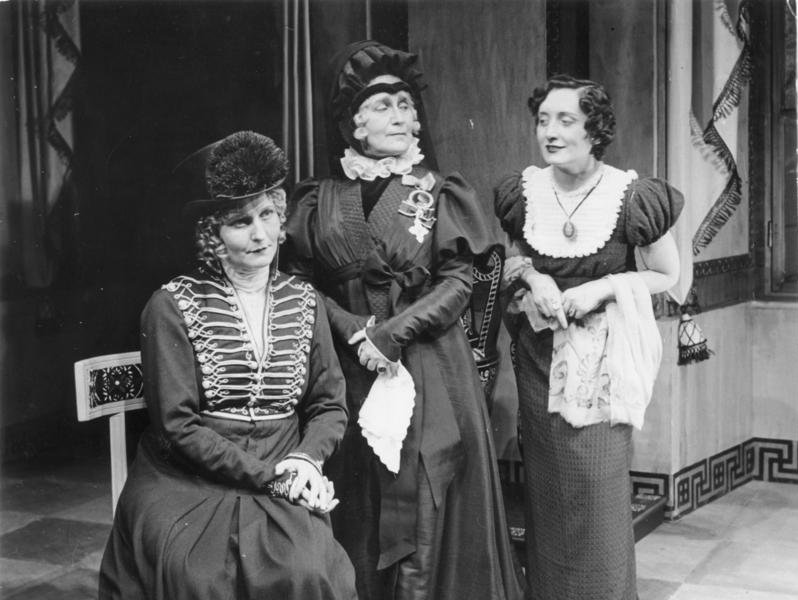
Na scenie; Emmy Sonnemann (pierwsza z lewej) w roli królowej Luizy w sztuce Książę Prus Hannsa Schwarza

Pomimo początkowego sprzeciwu ojca, mając za sobą poparcie matki, jako stypendystka rozpoczęła naukę w szkole aktorskiej Leopolda Jessnera w 1911. Pierwszym miejscem jej pracy był teatr miejski w Aussig nad Łabą. Następnie przeniosła się do Monachium, gdzie poznała Karla Köstlina, młodego aktora, z którym zaręczyła się latem 1915, a poślubiła 13 stycznia 1916 w Trieście. Pod koniec wojny i wczesnym okresie powojennym była aktorką wiedeńskiego teatru Volksbühne. Następnie pracowała w teatrach Stuttgartu i Wiesbaden. Jej pierwsze małżeństwo zakończyło się rozwodem na początku lat dwudziestych. Od 1922 związała się z Niemieckim Teatrem Narodowym w Weimarze. Jej najważniejsze tam role to m.in. Małgorzata w Fauście Goethego i królowa w Don Carlosie. Występowała też w sztukach Hermanna Bahra, Oscara Wilde’a i Henryka Ibsena oraz w repertuarze klasycznym np. w sztukach Szekspira jako Julia w Romeo i Julii, Tytania w Śnie nocy letniej czy Desdemona w Otellu. Po przejęciu władzy przez nazistów w 1933 zagrała główną rolę kobiecą w sztuce Schlageter Hannsa Jobsa oraz rolę Jadwigi w filmowej wersji Wilhelma Tella Schillera. Po poślubieniu Göringa Emmy, na życzenie męża, zrezygnowała ostatecznie z pracy scenicznej. Ostatnim miejscem jej zatrudnienia był Preußisches Staatstheater w Berlinie, gdzie grała pod dyrekcją Gustafa Gründgensa, a ostatnią rolą – tytułowa postać w sztuce Minna von Barnhelm Lessinga.

## Związek z Göringiem

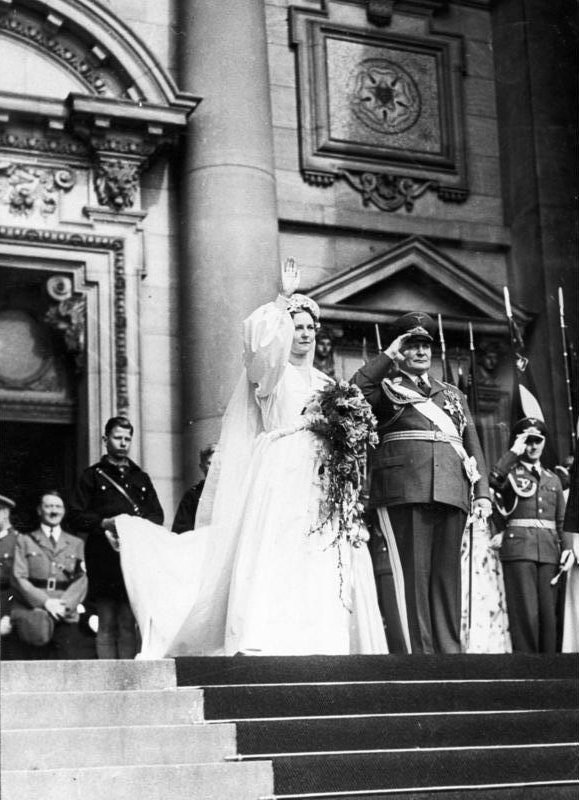
W dniu ślubu, 10 kwietnia 1935

W 1931 zmarła żona Göringa, Carin Göring. Emmy spotkała Göringa po raz pierwszy w 1931 na bankiecie po spektaklu. Następne, przypadkowe spotkanie z Göringiem miało miejsce na początku 1932 w weimarskiej kawiarni artystycznej Kaisercafé. Ich związek rozkwitł wiosną tego roku. Göring oświadczył się Emmy w lutym 1935, a ślub odbył się 10 kwietnia tego roku. Uroczystość została zorganizowana z wielkim przepychem i miała charakter święta państwowego – dzień ten ogłoszono wolnym od pracy w całych Niemczech. 2 czerwca 1938 urodziło się Göringom jedyne dziecko, córka Edda.

## Pierwsza dama III Rzeszy
Po ślubie Emmy awansowała na nieformalną pierwszą damę III Rzeszy, będąc żoną Hermanna Göringa, drugiej osoby w państwie po (bezżennym) Hitlerze. Prowadziła dla dyplomatów i polityków najbardziej atrakcyjny salon towarzyski w Berlinie. Wydawała też liczne przyjęcia, z których najwspanialsze było coroczne letnie święto w berlińskim pałacu premiera. Pełniła szereg funkcji reprezentacyjnych, podejmując w Carinhallu, posiadłości Göringów w Schorfheide, licznych polityków i głowy koronowane. Uczestniczyła też w oficjalnych podróżach zagranicznych swojego męża, m.in. do Libii (wówczas włoskiej kolonii) i do Włoch.

## Postawa polityczna i stosunek do Hitlera
Nigdy nie przejawiała politycznych ambicji, chociaż nie zaprzeczała, że podzielała poglądy polityczne swojego męża. W 1938 przyznano jej członkostwo NSDAP, o czym poinformował ją osobiście Adolf Hitler w rozmowie telefonicznej, przy czym otrzymała numer partyjny po zmarłym w 1932 członku partii. Była również członkiem nazistowskiej organizacji kobiecej i Izby Teatralnej Rzeszy.
Emmy cieszyła się w Niemczech znaczną popularnością. Przez otoczenie odbierana była jako osoba miła i dobroduszna, a nawet naiwna i łatwowierna. Emmy Göring miała wielu przyjaciół Żydów ze środowiska artystycznego, z którymi również po ślubie utrzymywała znajomość, jak np. ze swoim dawnym nauczycielem Jessnerem, którego odwiedzała i zapraszała do domu. Niejednokrotnie bezinteresownie udzielała im pomocy. W pomocy tej Emmy czasami znajdowała wsparcie u Göringa. Postawa taka denerwowała Hitlera, który zabronił poruszania przy nim tej kwestii i preferował Magdę Goebbels jako wzór niemieckiej kobiety i wzorowego członka partii. Ze swej strony pani Göring traktowała Führera z pewnym dystansem, jej podziw dla niego miał swoje granice, w przeciwieństwie do stosunku innych żon przywódców nazistowskich do Hitlera.

## Ostatnie miesiące wojny
Gdy Armia Czerwona zbliżała się do wschodniej granicy Niemiec, 31 stycznia 1945 Emmy wraz z córką wyjechały do posiadłości na Obersalzbergu koło Berchtesgaden w Bawarii. Tam 25 kwietnia 1945 zostały aresztowane przez SS, po oskarżeniu jej męża o zdradę przez Hitlera. Przetrzymywano ją w schronie przeciwlotniczym Berghofu i na zamku w Mauterndorf. Udało się jej przeżyć.

## Po wojnie

### Pierwsze uwięzienie. Norymberga
W maju 1945 przedostała się z córką do zamku Veldenstein pod Norymbergą, gdzie została aresztowana 25 października 1945 przez Amerykanów. Przebywała pięć miesięcy w więzieniu w Straubingu, zwolniono ją 19 lutego 1946. Zamieszkała wtedy w leśniczówce w posiadłości Veldenstein w Sackdilling koło Neuhaus an der Pegnitz, około 30 kilometrów od Norymbergi. Od 12 września 1946, kiedy otrzymała zgodę na widzenia z uwięzionym mężem, do ostatniego widzenia 7 października tego roku wielokrotnie go odwiedzała wraz z córką w więzieniu.

### Drugie uwięzienie i proces
29 maja 1947 została aresztowana wraz z żonami innych czołowych nazistów, skazanych w Norymberdze, i umieszczona w obozie internowania w Göggingen. W 1948 odbył się jej proces przed sądem w Garmisch-Partenkirchen. W procesie jako świadkowie obrony wystąpili m.in. Gustaf Gründgens i jej koledzy-aktorzy żydowskiego pochodzenia, którym udzieliła pomocy w okresie nazistowskim. Ostatecznie w sentencji wyroku zakwalifikowano ją jako osobę odnoszącą korzyści z nazistowskiej dyktatury (II klasa winnych) i skazano na rok obozu pracy z zaliczeniem dotychczasowego pobytu, pięć lat zakazu pracy zawodowej oraz utratę 30 procent majątku.

### Po uwolnieniu
Po opuszczeniu więzienia zamieszkała z córką w Sackdilling, a następnie obie przeniosły się do Monachium. Nie udzielała się w żadnej działalności publicznej, w tym i politycznej. Zaangażowała się natomiast w liczne procesy o odzyskanie majątku na rzecz swojej córki.
W 1967 Emmy napisała i wydała wspomnienia pod tytułem U boku męża. Wydarzenia i zwierzenia.
Została pochowana na Cmentarzu Leśnym w Monachium.